# Лазар Каневски
Лазар Каневски, познат и като Гайдаджи Лазо или Загубен Лазо, е български гайдарджия от село Момчиловци, Смолянско. Сава прочут с изпълнението си на песента „Излел е Дельо хайдутин“, съпровод на Валя Балканска през 1965 г. на Първия национален събор на българското народно творчество в град Копривщица.

## Биография
Американските музиколози Мартин Кьониг и Етел Райм са чули през 1965 г. изпълнението на Валя Балканска и Лазар Каневски в Копривщица. Впечатлени от преживяното, три години по-късно идват в България и правят пръв импровизиран запис с участието на още един гайдар – Стефан Захманов. През 1977 г. „Излел е Дельо хайдутин“ е включена в Златната плоча на „Вояджър“ по предложение на Мартин Кьониг и е изпратена с американските космически апарати „Вояджър 1“ и „Вояджър 2“ като послание от Земята, човечеството и НАСА.

## Дискография
- 1961 Бавна и хороводна, Балкантон Страна Б, трек 2
- 1966 – 1979 Звукови картини от България, Мартин Кейнинг[4]
- 1981 The Music Of Cosmos, RCA компилация, трек 17[5]
- 2003 Българска гайда (Bulgarian Bagpipe), Балкантон BHMC 7842[6]

## Видеография
- Излел е Дельо Хайдутин, Архив на БНТ (1965)[7]
- Стари майстори на родопската гайда Ръченица[8]